# O último azul
O último azul (Engels: The Blue Trail) is een Braziliaans-Chileens-Mexicaans-Nederlandse dystopische sciencefictionfilm uit 2025, geregisseerd en mede geschreven door Gabriel Mascaro. De hoofdrollen worden vertolkt door Denise Weinberg en Rodrigo Santoro.

## Verhaal
De 77-jarige Tereza heeft haar hele leven in een klein geïndustrialiseerd stadje in de Amazone gewoond. Op een dag krijgt ze een officieel bevel van de overheid om te verhuizen naar een seniorenhuisvestingskolonie in een geïsoleerd gebied waar ouderen worden gebracht om te "genieten" van hun laatste jaren. Enkele dagen voor haar verplichte verhuis begint Tereza aan een reis langs de rivieren en zijrivieren van de Amazone voordat haar vrijheid wordt afgenomen, om een laatste wens te vervullen. 

## Rolverdeling
| Acteur          | Personage |
| --------------- | --------- |
| Denise Weinberg | Tereza    |
| Rodrigo Santoro | Cadu      |
| Miriam Socarrás | Roberta   |
| Adanilo         | Ludemir   |

## Productie
O último azul wordt geproduceerd door Desvia (Brazilië) en Cinevinay (Mexico) in coproductie met Quijote Films (Chili) en Viking Film (Nederland). De wereldwijde verkooprechten zijn in handen van het Franse Lucky Number.

## Release
O último azul ging op 16 februari 2025 in première op het Internationaal filmfestival van Berlijn in de competitie voor de Gouden Beer.

## Prijzen en nominaties
De belangrijkste:
| Jaar | Prijs                                   | Categorie                       | Genomineerde(n) | Uitslag     |
| ---- | --------------------------------------- | ------------------------------- | --------------- | ----------- |
| 2025 | Internationaal filmfestival van Berlijn | Gouden Beer                     | Gabriel Mascaro | Genomineerd |
| 2025 | Internationaal filmfestival van Berlijn | Zilveren Beer - Grote juryprijs | Gabriel Mascaro | Gewonnen    |